# Autoportrait au virginal
Autoportrait au virginal ou Autoportrait au clavicorde accompagné d'une servante (en italien, Autoritratto alla spinetta) est un tableau de la peintre maniériste italienne Lavinia Fontana, signé et daté de 1577. Il est conservé à l'Accademia di San Luca à Rome.

## Histoire et description
Cet autoportrait faisait partie de la collection de Luisa Ferroni Bondelmonte, à Florence ; il passa ensuite entre les mains de la princesse Mathilde Bonaparte à Paris puis arriva dans la collection du comte Giuseppe Primoli à Rome. Il fut ensuite offert à l'Académie di San Luca par Giulio Navone (1853-1949).
L'autoportrait a été peint par Lavinia Fontana pour le donner à Saverio Zappi, son futur beau-frère : en 1577, elle épousa en effet Giovan Paolo Zappi, appartenant à une famille noble d'Imola. Le cadeau a été envoyé à l'occasion de la demande en mariage, célébrée le 13 février 1577. Ceci est confirmé par une lettre de Saverio Zappi lui-même, dans laquelle il certifie en être propriétaire.
Cet autoportrait représente donc une manière « stratégique » de se représenter, en vue du mariage.
L'artiste se représente assise jouant du virginal. La jeune femme a une coiffure élaborée, est vêtue d'une robe en damas rose et porte ses bijoux. Au fond, on aperçoit une servante tendant un livre de musique ouvert. Au loin, à côté de la fenêtre par laquelle entre un rayon de lumière, se trouve un chevalet. La future mariée se présente comme une personne conforme aux idéaux d'une fille bien élevée et instruite, pleine de vertus domestiques, comme Baldassarre Castiglione l'avait recommandé dans son traité Il Cortegiano, publié en 1528.
Selon les enseignements du livre Naturalis Historia de Pline l'Ancien, repris par Boccace dans De mulieribus claris, une femme devait se présenter chaste au mariage et entourée de la protection paternelle. Lavinia, femme vertueuse, mais aussi peintre et musicienne, s'est donc présentée dans un tableau - selon la théorisation en vigueur à son époque, reprise plus tard par le cardinal Gabriele Paleotti dans Discorso dello imagini sacre et profane, publié en 1582 - comme une jeune femme honorable, sensible à la musique et à l'art, soignée et bien élevée.

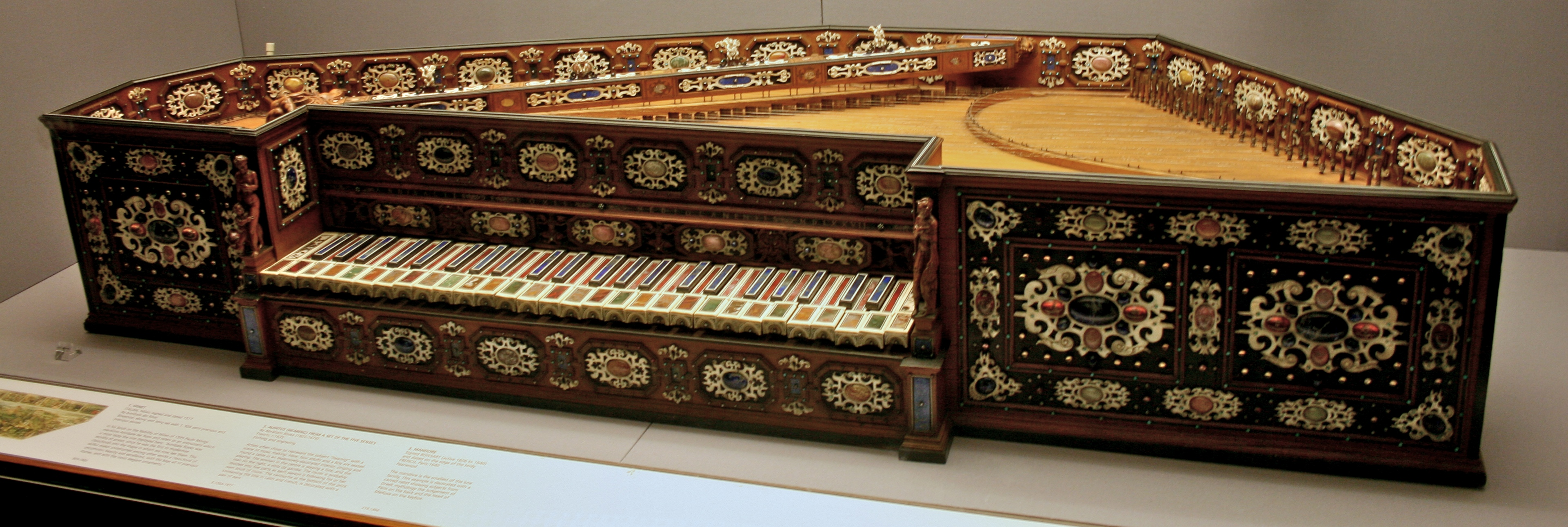
Annibale dei Rossi - Épinette ou virginal (buis, ivoire, ébène) signée et datée 1577